# Dracaena americana
Dracaena americana är en sparrisväxtart som beskrevs av John Donnell Smith. Dracaena americana ingår i släktet dracenor, och familjen sparrisväxter. Inga underarter finns listade i Catalogue of Life.